# Liste der Bodendenkmale in Schlieben
In der Liste der Bodendenkmale in Schlieben sind alle Bodendenkmale der brandenburgischen Gemeinde Schlieben und ihrer Ortsteile aufgelistet. Grundlage ist die Veröffentlichung der Landesdenkmalliste mit dem Stand vom 31. Dezember 2021. Die Baudenkmale sind in der Liste der Baudenkmale in Schlieben aufgeführt.
|    | Gemarkung          | Flur | Kurzansprache | Bodendenkmalnummer | Bemerkung | Bild |
| -- | ------------------ | ---- | --- | ------------------ | --------- | ---- |
| 1  | Schlieben (Lage)   | 8, 9 | Altstadt Neuzeit, Friedhof deutsches Mittelalter, Siedlung slawisches Mittelalter, Burg deutsches Mittelalter, Friedhof Neuzeit, Altstadt deutsches Mittelalter | 20361              |           |      |
| 2  | Schlieben (Lage)   | 7    | Dorfkern deutsches Mittelalter, Dorfkern Neuzeit | 20491              |           |      |
| 3  | Schlieben (Lage)   | 4, 5 | Wüstung deutsches Mittelalter | 20492              |           |      |
| 4  | Schlieben (Lage)   | 3    | Siedlung Urgeschichte | 20494              |           |      |
| 5  | Schlieben (Lage)   | 2    | Rast- und Werkplatz Steinzeit, Siedlung römische Kaiserzeit | 20495              |           |      |
| 6  | Schlieben (Lage)   | 2, 3 | Siedlung Urgeschichte | 20496              |           |      |
| 7  | Schlieben (Lage)   | 5    | Siedlung Bronzezeit, Siedlung römische Kaiserzeit | 20497              |           |      |
| 8  | Frankenhain (Lage) | 2    | Hügelgräberfeld Bronzezeit | 20390              |           |      |
| 9  | Krassig (Lage)     | 1, 2 | Dorfkern deutsches Mittelalter, Dorfkern Neuzeit, Kirche deutsches Mittelalter, Kirche Neuzeit, Friedhof deutsches Mittelalter, Friedhof Neuzeit                | 20686              |           |      |
| 10 | Wehrhain (Lage)    | 3    | Dorfkern deutsches Mittelalter, Dorfkern Neuzeit, Siedlung Urgeschichte                                                                                         | 20387              |           |      |